# Star One C4
Star One C4 ist ein kommerzieller Kommunikationssatellit der brasilianischen Embratel Star One.
Er wurde am 15. Juli 2015 um 21:42 UTC mit der Trägerrakete Ariane 5 ECA  vom  Centre Spatial Guyanais zusammen mit MSG-4 in eine geostationäre Umlaufbahn gebracht.
Der dreiachsenstabilisierte Satellit ist mit 48 Ku-Band-Transpondern ausgerüstet und soll von der Position 70° West aus Brasilien, Zentralamerika und Mexiko und Teile der USA mit Fernsehen und Internet versorgen. Er wurde auf Basis des Satellitenbus LS-1300E der Space Systems Loral gebaut und besitzt eine geplante Lebensdauer von 15 Jahren. Er wurde 2012 bei Space Systems Loral bestellt.